# Обманутые звёзды
Обманутые звёзды или Рассказ о Юсиф-шахе (азерб. "Aldanmış kəvakib" və ya "Hekayəti-Yusif şah") — сатирическая повесть азербайджанского писателя Мирза Фатали Ахундова.

## История

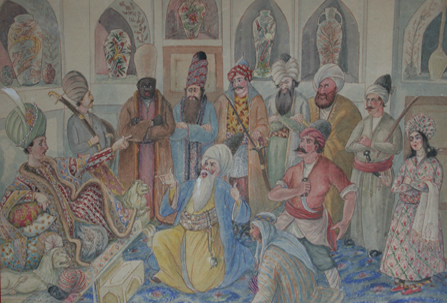
"Обманутые звёзды", Азим Азимзаде

Сатирическая повесть была написана в 1857 году. Основа сюжета повести была взята из книги иранского историка Искендера Мунши «Тарихи-алем-арайи-Аббаси», в котором рассказывается период правления шаха Аббаса I.
В 1974 году по мотивам повести был снят одноименный телевизионный спектакль. В 1977 году по мотивам повести Ахундова Мамедом Кулиевым была поставлена опера «Обманутые звёзды» на сцене Азербайджанского театра оперы и балета имени М. Ф. Ахундова. Автором либретто стал Видади Пашаев, режиссер-постановщик — Афлатун Нематзаде, музыкальный руководитель и дирижер — Рауф Абдуллаев, художник-постановщик — Анвар Алмасзаде.

## Сюжет
Повесть рассказывает о событиях, произошедших на седьмом году правления шаха. Придворный звездочет Мирза-Садреддин предсказал шаху обрушение удара судьбы. По совету астролога шах решает временно посадить на свое место другого человека.